# Feldernkreuz
Das Feldernkreuz ist ein 2048 m ü. NHN hoher Berg in der Soierngruppe im Karwendel in den Bayerischen Alpen.
Der Gipfel ist durch eine etwas Trittsicherheit erfordernde Bergwanderung von Krün oder über die Schöttelkarspitze vom Soiernhaus zu erreichen.